# Porophyllum cacalioides
Porophyllum cacalioides là một loài thực vật có hoa trong họ Cúc. Loài này được (Less.) DC. miêu tả khoa học đầu tiên năm 1836.